# パトリック・ワイゲル
パトリック・チャールズ・ワイゲル（Patrick Charles Weigel, 1994年7月8日 - ）は、 アメリカ合衆国カリフォルニア州サウザンドオークス出身のプロ野球選手（投手）。右投右打。北米独立リーグであるアメリカン・アソシエーションのカンザスシティ・モナークス所属。

## 経歴

### プロ入り前
オックスナード・カレッジ在学時の2014年、MLBドラフト22巡目（全体656位）でミルウォーキー・ブルワーズから指名されたが、この時は契約しなかった。

### プロ入りとブレーブス時代
ヒューストン大学へ転校した2015年、MLBドラフト7巡目（全体210位）でアトランタ・ブレーブスから指名され、プロ入り。契約後、傘下のアパラチアンリーグのルーキー級ダンビル・ブレーブスでプロデビュー。14試合に先発登板して0勝3敗、防御率4.53、49奪三振を記録した。
2016年はA級ローム・ブレーブスとAA級ミシシッピ・ブレーブスでプレーし、2球団合計で25試合（先発24試合）に登板して11勝6敗、防御率2.47、152奪三振を記録した。
2017年はAA級ミシシッピとAAA級グウィネット・ブレーブスでプレーし、2球団合計で15試合に先発登板して6勝2敗、防御率4.14、68奪三振を記録した。この年は6月にトミー・ジョン手術を受けており、以降は全休した。
2018年は前年の手術の影響もあり、ルーキー級ガルフ・コーストリーグ・ブレーブスで4試合の登板にとどまった。オフの11月20日にルール・ファイブ・ドラフトでの流出を防ぐために40人枠入りした。
2019年はAA級ミシシッピとAAA級グウィネット・ストライパーズでプレーし、2球団合計で28試合（先発18試合）に登板して6勝2敗、防御率2.73、71奪三振を記録した。なお、この年は3度メジャー昇格を果たしているが、いずれの昇格時も登板機会が無いままAAA級グウィネットへ降格している。
2020年は9月4日にメジャー昇格すると、同日のワシントン・ナショナルズ戦でメジャーデビューを果たしたが、0.2回で2失点3四球と荒れていた。この年メジャーでの登板は上記の1試合のみだった。

### ブルワーズ時代
2021年4月6日にオーランド・アルシアとのトレードで、チャド・ソボトカと共にブルワーズへ移籍した。オフの11月7日にFAとなった。

### マリナーズ傘下時代
2022年に3月14日にシアトル・マリナーズとマイナー契約を結んだ。AAA級タコマ・レイニアーズで53試合に登板し、3勝5敗1セーブ8ホールド、防御率4.21の成績を残したが、メジャー昇格の機会はなく、オフの11月10日にFAとなった。

### 独立リーグ時代
2023年3月9日にアメリカン・アソシエーションのカンザスシティ・モナークスと契約を結んだ。

## 詳細情報

### 年度別投手成績
| 年 度    | 球 団    | 登 板 | 先 発 | 完 投 | 完 封 | 無 四 球 | 勝 利 | 敗 戦 | セ 丨 ブ | ホ 丨 ル ド | 勝 率 | 打 者 | 投 球 回 | 被 安 打 | 被 本 塁 打 | 与 四 球 | 敬 遠 | 与 死 球 | 奪 三 振 | 暴 投 | ボ 丨 ク | 失 点 | 自 責 点 | 防 御 率 | W H I P |
| -------- | -------- | ----- | ----- | ----- | ----- | -------- | ----- | ----- | -------- | ----------- | ----- | ----- | -------- | -------- | ----------- | -------- | ----- | -------- | -------- | ----- | -------- | ----- | -------- | -------- | ------- |
| 2020     | ATL      | 1     | 0     | 0     | 0     | 0        | 0     | 0     | 0        | 0           | ----  | 7     | 0.2      | 2        | 0           | 3        | 0     | 0        | 0        | 1     | 0        | 2     | 2        | 27.00    | 7.50    |
| 2021     | MIL      | 3     | 0     | 0     | 0     | 0        | 0     | 0     | 0        | 0           | ----  | 21    | 4.0      | 4        | 1           | 4        | 0     | 1        | 9        | 1     | 0        | 2     | 2        | 4.50     | 2.00    |
| MLB：2年 | MLB：2年 | 4     | 0     | 0     | 0     | 0        | 0     | 0     | 0        | 0           | ----  | 28    | 4.2      | 6        | 1           | 7        | 0     | 1        | 9        | 2     | 0        | 4     | 4        | 7.71     | 2.79    |

- 2022年度シーズン終了時

### 背番号
- 65（2020年）
- 39（2021年）